# Katharineum zu Lübeck
Das Katharineum ist ein 1531 gegründetes Gymnasium mit altsprachlichem Zweig in der Hansestadt Lübeck in Schleswig-Holstein.

## Geschichte
Das Katharineum wurde im März 1531 als Lateinschule bzw. Gelehrtenschule im Rahmen der reformatorischen Neuordnung von Kirche, Schule und Sozialfürsorge durch die Kirchenordnung Johannes Bugenhagens gegründet, eines Freundes Martin Luthers, der ihn auch wegen seiner Plattdeutschkenntnisse schätzte. Der erste Rektor war Hermann Bonnus. Die Schule finanzierte sich anfangs zum Teil aus dem Klostervermögen, aber auch aus den Stiftungsgeldern der Sängerkapelle der Marienkirche. Dafür hatte der Schülerchor den liturgischen Gesang in den Hauptkirchen zu übernehmen.

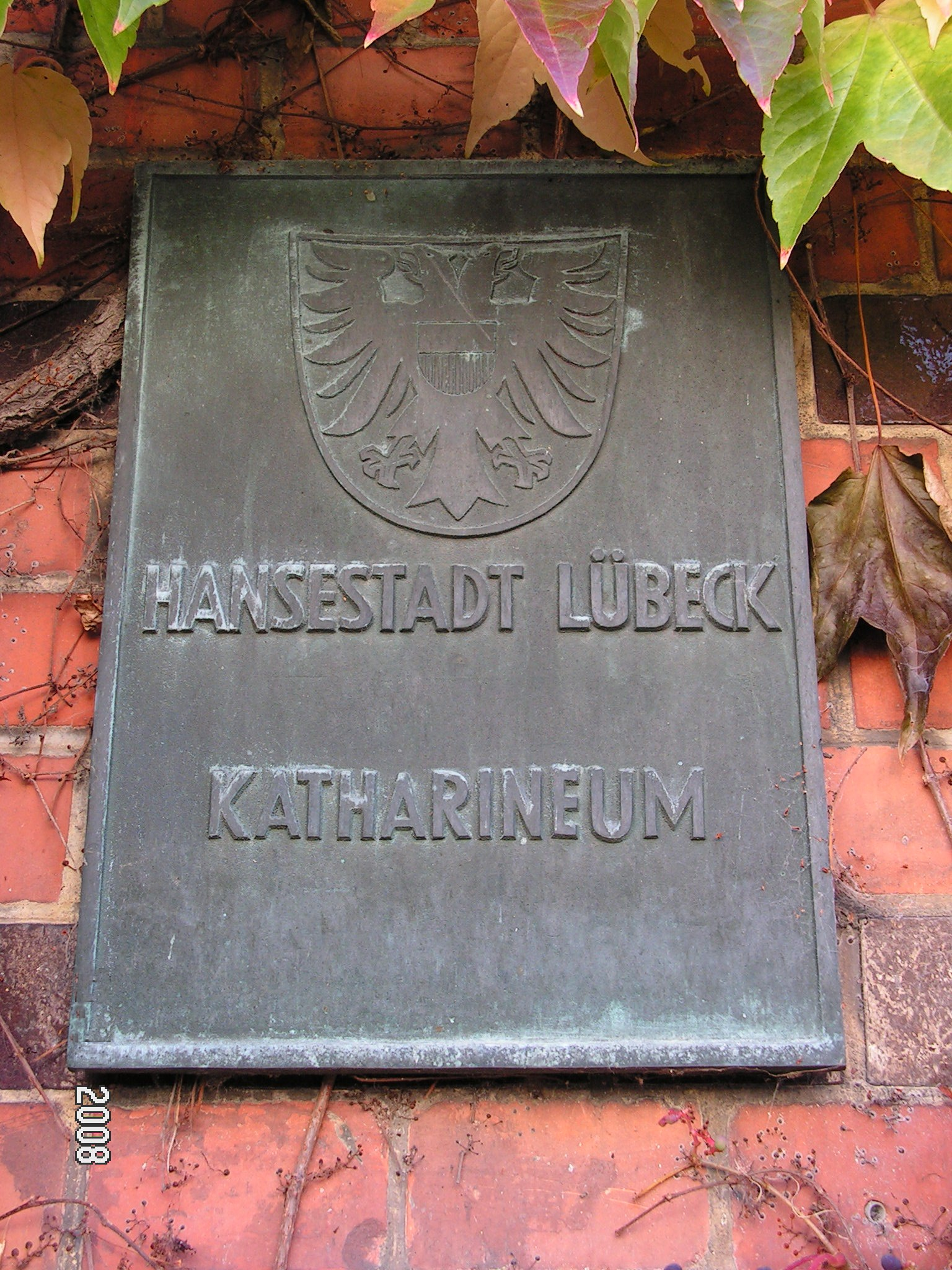
Schild am Eingang Königstraße

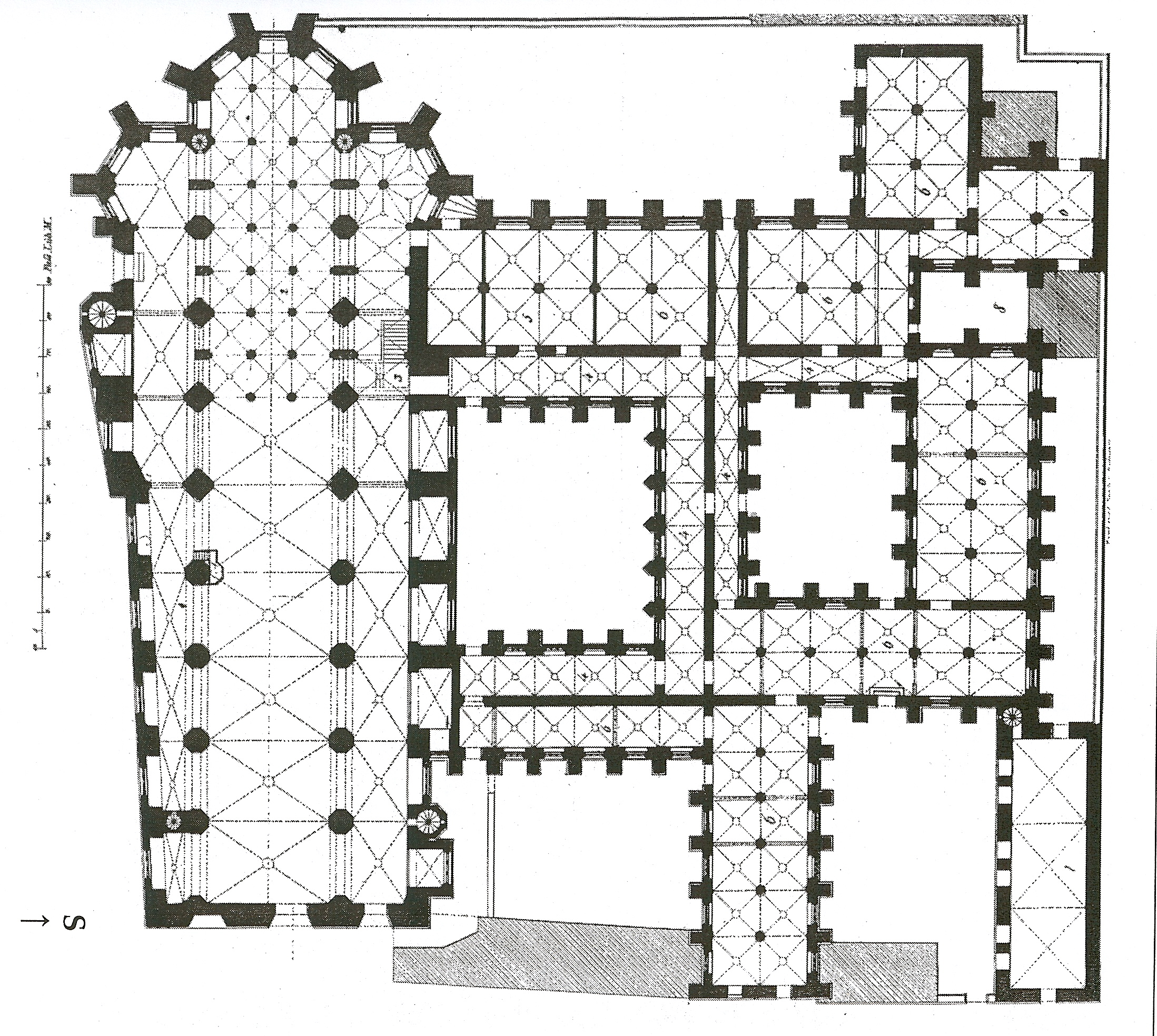
Grundriss des Erdgeschosses 1832

Nach einem dramatischen Verfall im späten 18. Jahrhundert, nachdem die Schule 1798 nur noch 27 Schüler gezählt hatte, gelang es dem Rektor Friedrich Daniel Behn, die Schule zu reformieren. Er erweiterte den bisher lediglich auf eine Gelehrtenausbildung ausgerichteten Lehrplan durch die Einrichtung von Realklassen und die Einführung zeitgemäßerer Lehrmethoden. Ebenfalls Teil der Reform war 1801 die Abschaffung des Kantorats und damit das Ende der seit 1531 bestehenden Verpflichtung der Schüler zum liturgischen Gesang. Aus der Einrichtung der Realklassen entstand in der Mitte des 19. Jahrhunderts eine Zweiteilung in altsprachliches Gymnasium und Realgymnasium. In der Schulordnung von 1859 heißt es: „Das Katharineum besteht aus einer Gelehrtenschule (Gymnasium), einem Realgymnasium und einer beiden gemeinschaftlichen Vorschule.“ Bis zur Gründung des Johanneums und der Ernestinenschule blieb das Katharineum die einzige höhere, für ein Studium qualifizierende Schule in Lübeck. Der weithin gute Ruf sorgte dafür, dass auch viele Schüler aus den Landgebieten Mecklenburgs und Schleswig-Holsteins hier ihr Abitur machten. Die Naturwissenschaften fanden neue Aufmerksamkeit im Lehrplan und in der Ausstattung mit Lehrmitteln: Christian Gottfried Poser legte den Grundstock zu einer Sammlung von physikalischen Lehrmitteln, und aus dem Nachlass des Arztes und Botanikers Heinrich Grabau erhielt das Katharineum 1837 ein umfangreiches Herbarium, das noch Ende des 19. Jahrhunderts in Gebrauch war.
Die Mitte der 1830er in Lübeck entstandene Erneuerungsbewegung Jung-Lübeck setzte sich ausschließlich aus Lehrern und Absolventen des Katharineums zusammen. In der zweiten Hälfte des 19. Jahrhunderts prägten jedoch „Verpreußung und Enthumanisierung des neudeutschen Gymnasiums“ auch das Katharineum. Der Nachmittagsunterricht wurde 1883 abgeschafft, gleichzeitig die Stundendauer auf 45 Minuten verkürzt. 1893 wurde am Katharineum die erste Schülerzeitung Deutschlands, Der Frühlingssturm, von Thomas Mann veröffentlicht – allerdings, weil von Schulleitung und Kollegium deutlich unerwünscht, unter dem Pseudonym „Paul Thomas“. Später erschienen dann die zweite und dritte Ausgabe als Doppelausgabe, weitere Exemplare gab es nicht. Nur wenig später, im Jahr 1896, wurde Erich Mühsam von der Schule verwiesen, weil er Berichte über schulinterne Vorgänge an die sozialdemokratische Zeitung Lübecker Volksbote weitergegeben hatte.

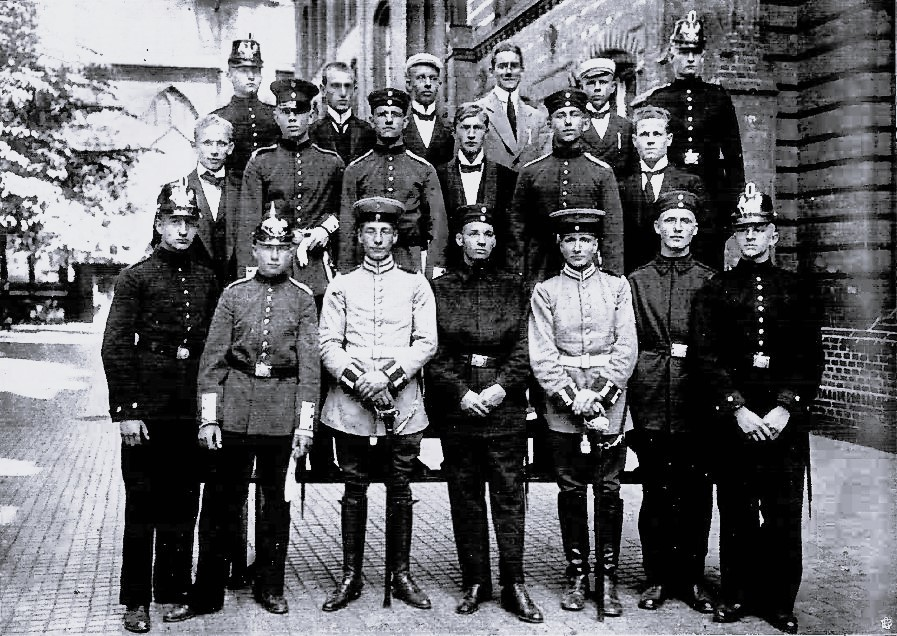
Kriegsfreiwillige Oberprimaner am 17. August 1914

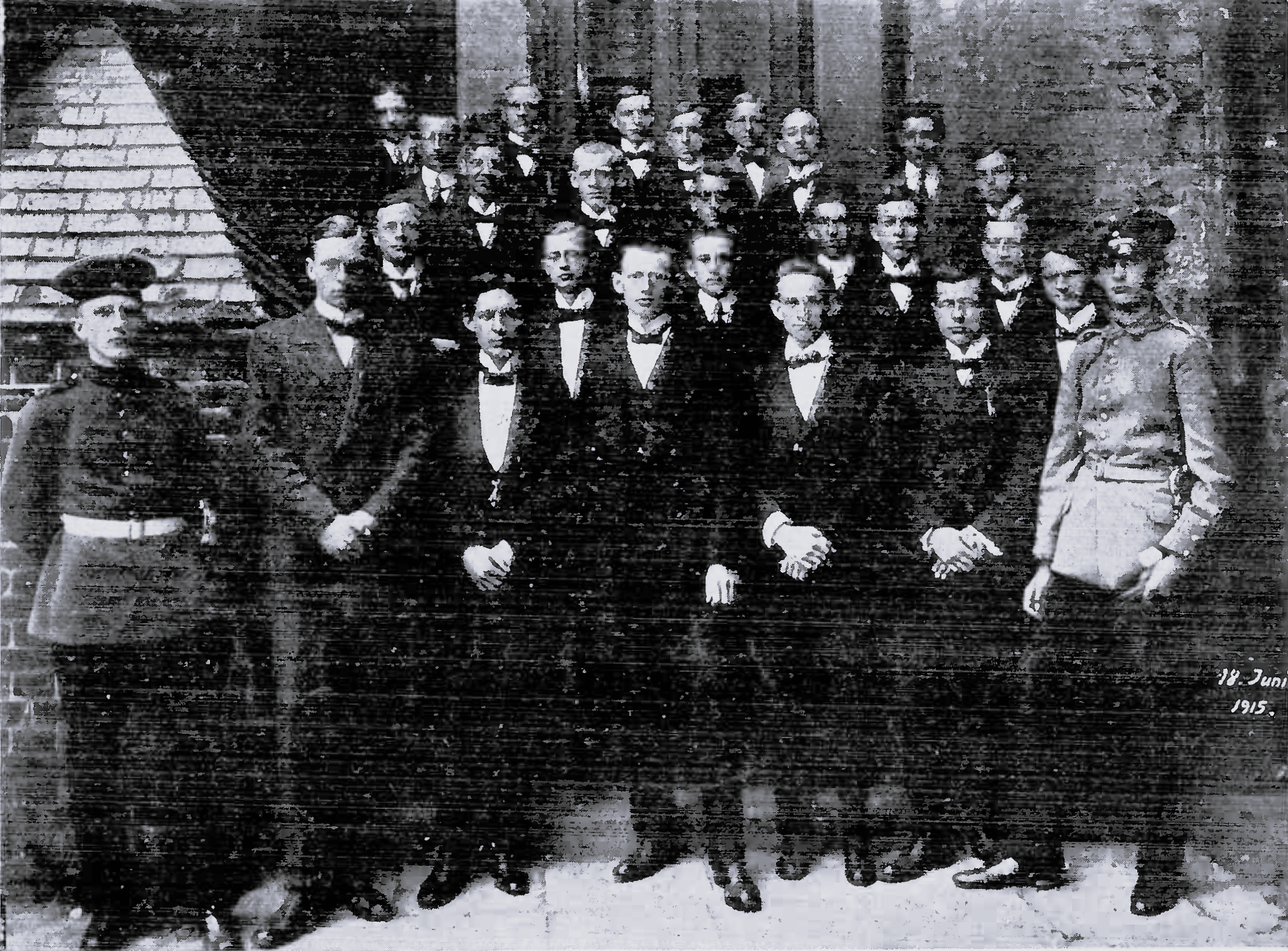
Kriegsfreiwillige Abiturienten nach bestandener Prüfung am 18. Juni 1915

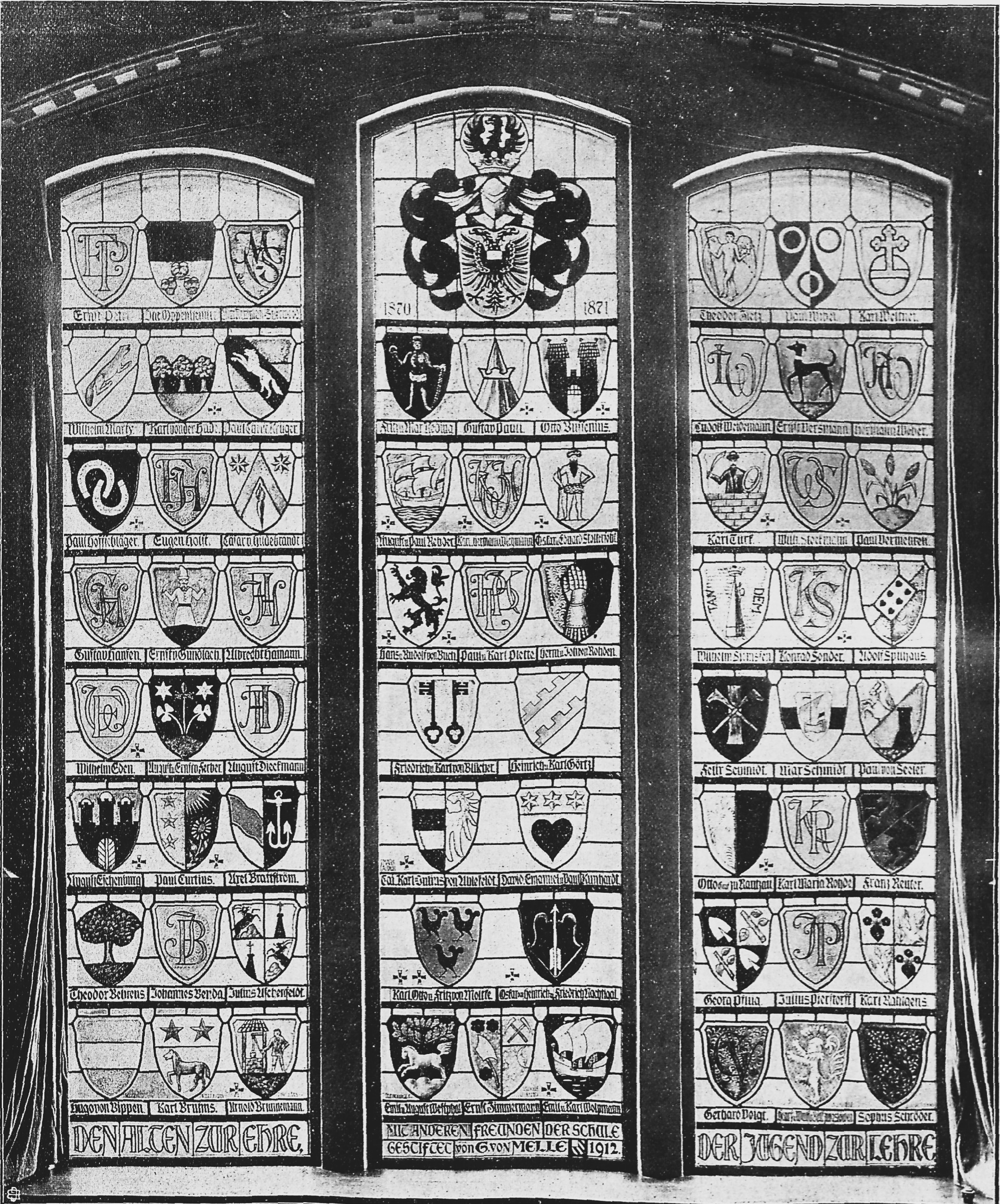
Buntes Aulafenster (1912)

Nach dem Bestehen der Notprüfung zogen, nach dem Erinnerungsfoto am Morgen, die ersten kriegsfreiwilligen Oberprimaner der Schule in den Ersten Weltkrieg.

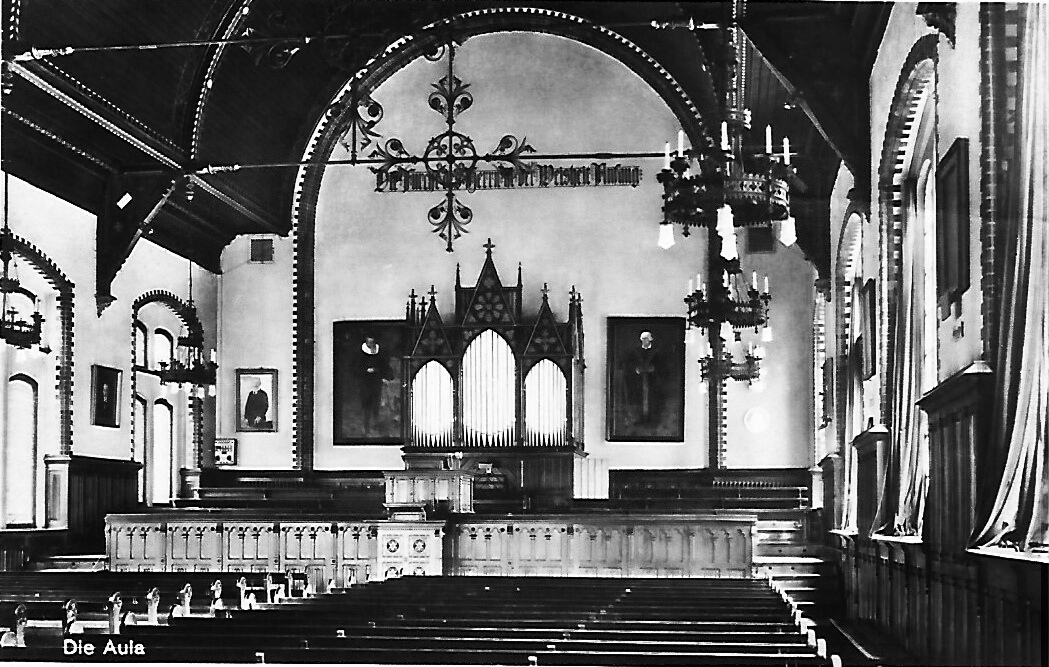
Aula (1931)

Zu ihrem 400-jährigen Bestehen 1931 hatte die Doppelanstalt 16 Klassen mit 383 Schülern sowie ein Kollegium von 30 Lehrkräften, das seit 1918 dem Direktorat von Georg Rosenthal, dem Vater von Annedore Leber und Schwiegervater von Julius Leber, unterstand. Das Jubiläum wurde groß gefeiert, unter anderem mit einer Rede Thomas Manns. Schon Mitte März 1933 wurde Rosenthal entlassen und durch Robert Wolfanger, einen überzeugten Nationalsozialisten, ersetzt.
Im Zweiten Weltkrieg konnte der Unterricht nur mit Unterbrechungen und Verlegungen durchgeführt werden. Beim Luftangriff auf Lübeck am Palmsonntag 1942 wurde die Aula zerstört und der Südflügel zur Hundestraße sowie das gesamte Dachgeschoss zur Königstraße hin schwer beschädigt. Das notdürftig reparierte Schulgebäude diente von Herbst 1944 bis zum Kriegsende als Lazarett.
Nach Kriegsende verzeichnete die Schule einen schnellen Anstieg der Schülerzahlen, auch durch Flüchtlinge. Zu Ostern 1950 wurde am Katharineum als erster höherer Schule in Lübeck die Koedukation eingeführt. 1955 wurden Realgymnasium und humanistisches Gymnasium zusammengefasst. Ein Jahr später, beim Beginn des Direktorats von Julius Braune, unterrichteten 61 Lehrkräfte 40 Klassen mit insgesamt 1058 Schülern. Bis zur Gründung des Trave-Gymnasiums in Kücknitz gab es eine Außenstelle für Sexta und Quinta in der Travemünder Steenkampschule.
Durch zwei Kurzschuljahre 1966/67 wurde der Übergang des Schuljahresbeginns von Ostern auf Herbst ermöglicht.
Julius Braunes letzte Jahre als Direktor waren vom Ende mehrerer Traditionen geprägt. Im Jahre 1965 fand zum letzten Mal das Schulfest in Israelsdorf statt, dessen Höhepunkt seit 1882 der traditionelle Primaner-Fünfkampf war. Dieser hat sich im Gegensatz zum Schulfest bis heute erhalten. 1970 wurde die Tradition festlicher Entlassungsfeiern der Abiturienten, die traditionell in der Stadthalle stattgefunden hatte, unterbrochen, weil die Feiern nicht mehr in der Stadthalle, sondern in der viel kleineren Aula der Schule stattfinden sollten. Aus Protest verzichteten die Abiturienten dann komplett auf die Feierlichkeiten. Dies allerdings nur kurz. Unter Braunes Nachfolger Hans Bode wurden in der ersten Hälfte der 1970er Jahre die festlichen Abiturientenentlassungsfeiern bereits wieder aufgenommen: zuerst in der Aula, dann auf dem „Turnhof“ bzw. in St. Katharinen. 1972 wurden auch die Fahrten in das Landschulheim Nehmten aufgegeben.
1971 wurde die Orientierungsstufe eingeführt. 1976 wurde die Oberstufe durch das Kurssystem ersetzt. Gleichzeitig wurden die traditionellen Klassenbezeichnungen abgeschafft. Wegen der stark gestiegenen Schülerzahl wurden auch Räume der Geibelschule in der Glockengießerstraße sowie das Gebäude Königstraße 21, das heutige Willy-Brandt-Haus Lübeck für den Unterricht genutzt. Im Schuljahr 1972/73 war die Schülerzahl auf 1235 angewachsen, das Kollegium umfasste 75 Lehrkräfte. Bis zum Ende der 1970er Jahre stieg die Schülerzahl noch einmal auf 1300, um dann zurückzugehen.
2006 wurde das 475-jährige Bestehen unter dem Motto „Vergangenes wahren, Gegenwart leben, Zukunft gestalten“ gefeiert.

## Gebäude

Die neogotischen Fassaden des Katharineums, von der Königstraße aus gesehen, vor dem Abriss der Flügel 1880

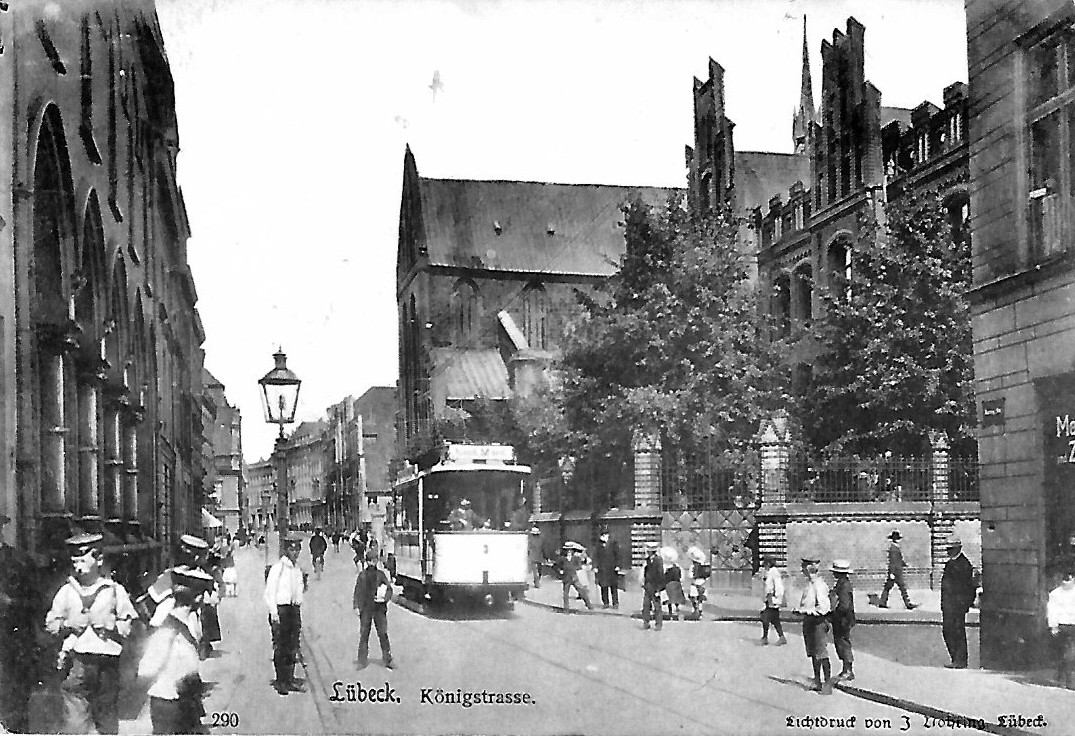
Blick auf das Katharineum um 1911

Die Schule befindet sich zu einem großen Teil in den historischen Gebäuden des ehemaligen Franziskanerklosters St. Katharinen. Benannt nach der Heiligen Katharina von Alexandrien wurde es 1225, noch zu Lebzeiten des Hl. Franziskus, gegründet.
Nach kleineren Umbauten bei der Umwandlung des Klosters zur Schule wurde der Komplex 1874–1892 durch den Stadtbaumeister Adolf Schwiening neugotisch überformt. Schwienings Idee war es, unter Einbeziehung des Altbestandes dem Bau eine gewisse monumentale Einheitlichkeit und Klarheit zu verschaffen, was insbesondere durch die etwa 65 m lange, reichgegliederte Straßenfassade zur Königstraße mit ihrem Wechsel aus roten und schwarzglasierten Backsteinen sowie durch drei Risalite mit Treppengiebeln und eine durch einen Zinnenkranz bekrönte Traufe erreicht wurde.

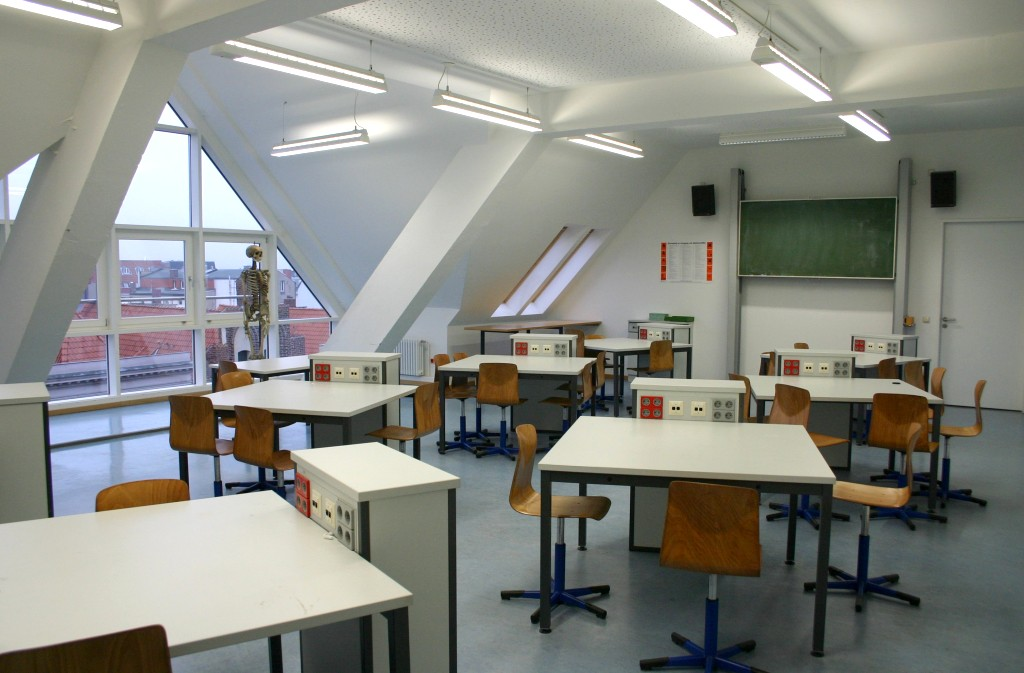
Biologie-Fachraum nach dem Umbau 2003

Nach der Teilzerstörung 1942 wurde dieser Schmuckreichtum jedoch nicht wiederhergestellt. Das Dachgeschoss wurde 1962 und dann noch einmal 2003 für die Nutzung durch Biologie- und Physikräume umgebaut.
Die ebenfalls zerstörte wilhelminische Aula wurde zunächst nur mit einem Behelfsdach wieder aufgebaut. Sie diente übergangsweise als Weinlager und wurde 1952 wieder für die schulische Nutzung hergerichtet. Nach längerer Planung wurde die Aula im Jahr 2000 instand gesetzt und aufgestockt, wodurch im Obergeschoss vier neue Klassenräume entstanden.

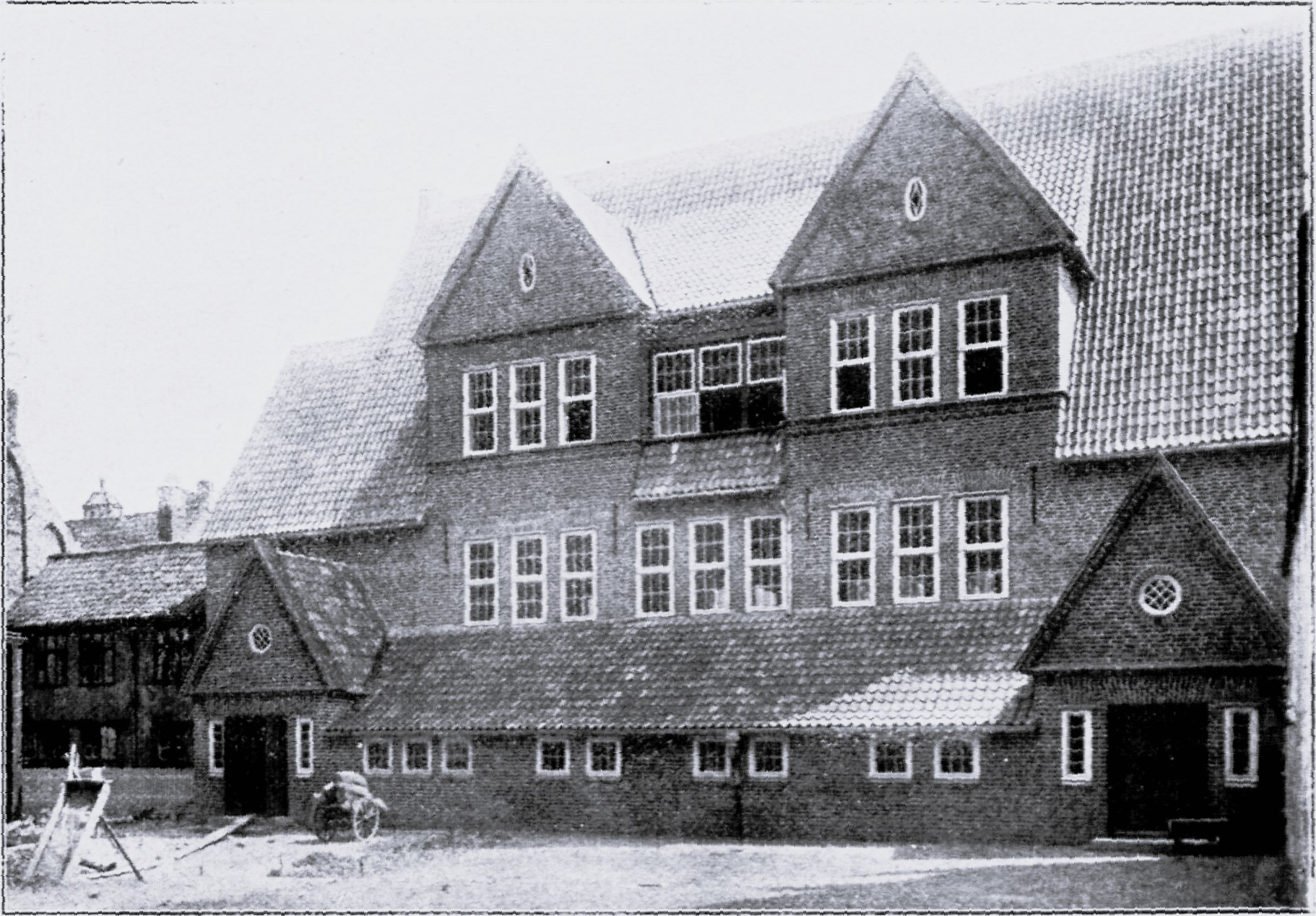
Turnhalle kurz nach der Fertigstellung 1910

1910 erhielt die Schule auf dem hinteren Schulhof (Turnhof) eine zweistöckige Turnhalle in Heimatschutzarchitektur. In den 1960er Jahren wurde ein flachgedeckter Vorbau mit Umkleideräumen und Sanitäranlagen hinzugefügt.
Aufgrund der innerstädtischen Lage musste für den Sportunterricht im Freien der Sportplatz am Burgfeld aufgesucht werden.
Der Schwimmunterricht fand in den Sommermonaten im Freibad an der Falkenwiese statt; im Winter stand die Schwimmhalle in der Schmiedestraße zur Verfügung.
Neben der Schule befindet sich die Katharinenkirche, die ehemalige Kirche des Franziskanerklosters. Über den früheren Kreuzgang sind Kirche und Gymnasium heute noch verbunden. Der lange zugemauerte Zugang wurde im Mai 1961 wieder geöffnet – vor allem um die Kirche für die 1959 eingeführte evangelische Morgenandacht nutzen zu können. Diese fand dann lange Zeit am Montagmorgen vor Beginn der ersten Stunde statt.
In weiteren Räumen des Klosters entstand 1620 die Stadtbibliothek. Bis 1903 war der Leiter der Bibliothek ein Lehrer des Katharineums.

## Patenschaften
Eine dem Katharineum ähnliche Gründungsgeschichte hat das ehemalige Marienstiftsgymnasium zu Stettin. Es ging aus dem 1543 gegründeten Fürstlichen Pädagogium hervor und wurde im 19. Jahrhundert im Zuge der Preußischen Bildungsreform Wilhelm von Humboldts zu einem neuhumanistischen Gymnasium weiterentwickelt. Als die Existenz des Marienstiftsgymnasiums 1945 ein Ende fand, entstand eine Patenschaft zwischen den ehemaligen Schülern aus Stettin und dem Katharineum, die bis heute besteht.
In der Aula befindet sich ein Glasfenster, welches vom Bund der Freunde das Katharineums und anderen Sponsoren gestiftet worden ist. Der Bund der Freunde des Katharineums ist ein Verein, der sich für verschiedene Belange der Schule und der Schüler durch finanzielle Förderung einsetzt. Mitglieder sind Schüler, Studenten, Ehemalige, Lehrer oder Freunde des Katharineums.

## Schulpartnerschaft
Seit 1997 besteht eine Schulpartnerschaft mit dem Educandato Uccellis in Italien.

## Die Schule heute
Das Katharineum ist heute ein städtisches Gymnasium mit altsprachlichem Zweig. Schon beim Eintritt in die fünfte Klasse kann Latein als Fremdsprache gewählt werden, in der achten Klasse kann Altgriechisch begonnen werden. Es hat 870 Schülerinnen (497) und Schüler in 33 Klassen sowie einer Deutsch-als-Zweitsprache-Klasse (Stand 2023/24) und ist damit das von der Schülerzahl her viertgrößte Lübecker Gymnasium.
Das Katharineum ist außerdem für seine Theaterproduktionen bekannt. Jedes Jahr werden von den Schülern selbstständig Musical- und Theaterprojekte erarbeitet und aufgeführt. Beinahe feste Institution sind dabei das sog. Junge Musical (Klasse 5 bis 8) und die Musiktheater-AG (Klasse 9–12). In den letzten Jahren wurden unter anderem die Musicals Chicago, Linie 1, Anatevka, Pinkelstadt (2009), How to Succeed in Business Without Really Trying (2010), Company (2011), Paradise of Pain (2012), Dreigroschenoper (2013), RENT (2014), Die Welle (2015), Anyone Can Whistle (2016), Spring Awakening (2017), erneut Pinkelstadt (2018), Fame (2019), Summer Fling (2020) (basierend auf Grease), Odysseus fährt irr (2022) und Pippin (2024) aufgeführt.
In der Adventszeit führen Schüler der Schule seit dem Wechsel von Paul Brockhaus an die Schule 1934 das Krippenspiel in niederdeutscher Sprache um die Weihnachtskrippe unter dem Lettner in der Lübecker Aegidienkirche auf.
Die Katharineum-Ruderriege (KRR) mit wechselnd zwischen 60 und 100 aktiven Mitgliedern und etwa 90 in der Ehemaligenvereinigung ist bundesweit bekannt. Sie feierte 2015 ihr 111-jähriges Bestehen und ist damit die älteste Riege Lübecks. Die KRR wird wie ein eigenständiger Ruderverein von Schülern geleitet. Es besteht eine enge Verbindung zum Lübecker Ruder-Klub.
Im April 2008 gründeten ehemalige Schüler des Katharineums den Verein Fundraising für das Katharineum e. V., der es sich zur Aufgabe gemacht hat, Finanzmittel für eine weitere Verbesserung der schulischen Ausstattung zu organisieren.
Das Katharineum setzt seit einigen Jahren auf Freie Software. Auf allen im Unterricht verwendeten Computern läuft das Linux-Betriebssystem Debian Edu. Als Schulinformationssystem wird die auf Django basierende Software AlekSIS eingesetzt. Sie wird maßgeblich durch das Katharineum mitentwickelt. Auf diese Weise soll die Zukunftsfähigkeit im Bereich der IT-Entwicklung der Schule langfristig sichergestellt werden.
2024 wurde die Fachschaft Musik des Katharineums mit dem Ludwig-Suhl-Preis der Gesellschaft zur Beförderung gemeinnütziger Tätigkeit ausgezeichnet.

## Literarisches

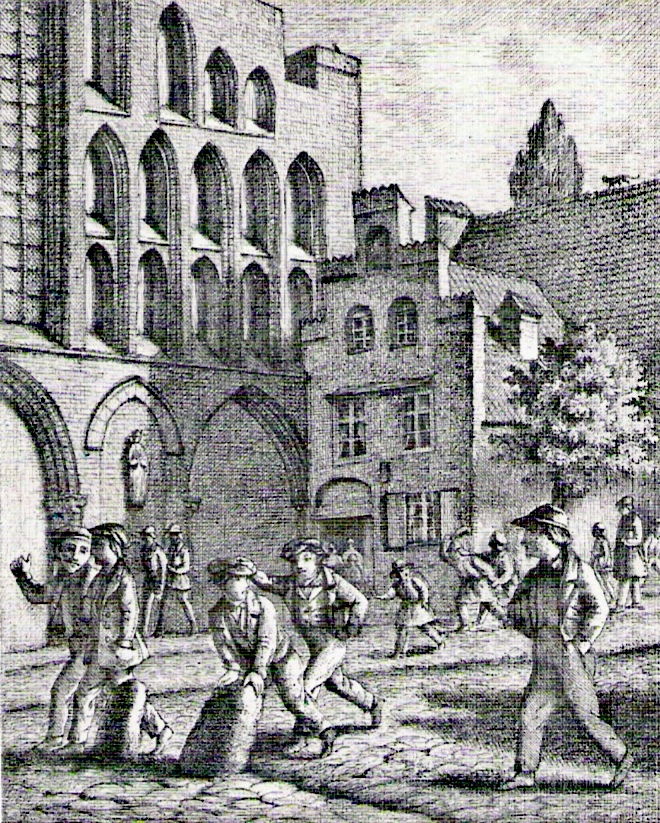
Catharineum im Lübecker ABC von Carl Julius Milde, 1857

Das Katharineum ist das Vorbild für die Schule, die Hanno in Thomas Manns Buddenbrooks besucht, und die Anstalt, an der Heinrich Manns Professor Unrat unterrichtet.

## Legenden
Nach der Sage wurde beim Neubau des Klosters im Jahr 1353 der Stein der Weisen im Gebäude verborgen; der Zustand des Steines wird in gewissen Zeitabständen von Fremden geprüft.

„Einer, namens Emeke, baute das Kloster in drei Jahren wieder auf; von dem wird gemutmaßt, dass er den Stein der Weisen gehabt. Der Stein liegt dort noch verborgen, und von Zeit zu Zeit kommen Leute aus fernen Landen, namentlich Welsche, und sehen an gewissen Zeichen, ob er sicher liegt. Er soll aber in dem Pfeiler stecken, wo der Evangelist Lukas das Bild des Heilandes malt; andere sagen, an der Stelle, wo der Jude sitzt und das Gewölbe trägt. An jenem Pfeiler hat ein Werkmeister einmal nachgegraben und in den Pfeiler hineingehauen, aber da hat die ganze Kirche gezittert und gebebt, und er hat’s aufgeben müssen.“

## Schüler

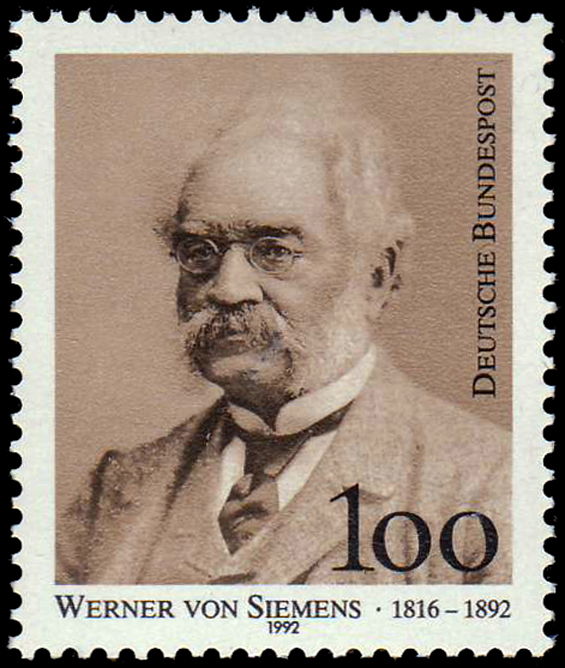
Werner von Siemens (1831–1834)
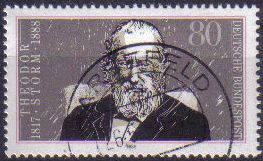
Theodor Storm (1835/36)

## Lehrer

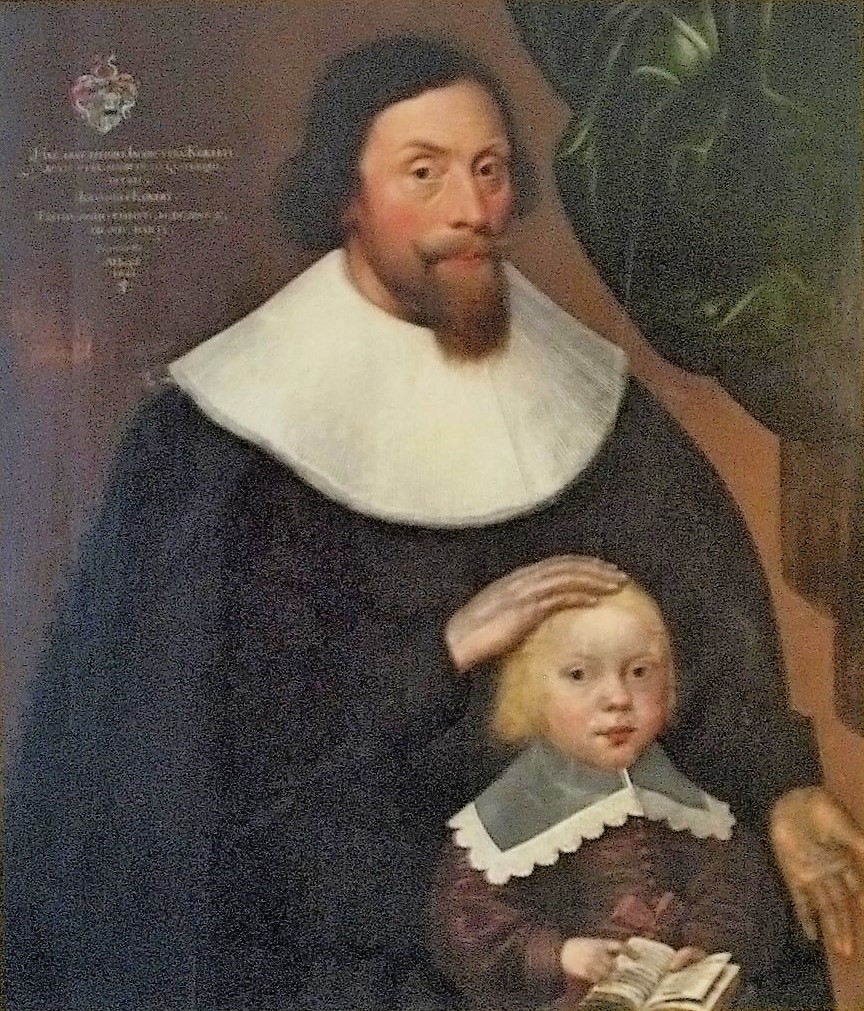
Michael Conrad Hirt: Bildnis des Subrektors Jakob Kockert mit seinem vierjährigen Sohn Johannes, 1644

- Erasmus Sarcerius (1501–1559), erster Subrektor 1531–1536
- Andreas Pouchenius der Jüngere (1553–1613), Subrektor 1579–1581
- Joachim Dreier (Tornaesius) (um 1560–1630), aus Lübeck, Konrektor ab November 1587
- Georg Meisner (1561–1597), Subrektor 1592–1597, verstarb an der Pest
- Nikolaus Jungius, Vater von Joachim Jungius, ermordet 1589
- Martin Nordmann, 1590–1599
- Joachim Drenckhan (um 1570–1610), Subrektor 1597–1606
- Johannes Scholvin (um 1590–1642), Subrektor 1610–1613
- Hermann Bilefeld († 1648), Vater von Christian Bilefeld
- Justus Tribbechov (1608–1674), seit 1638 am Katharineum, Vater von Adam Tribbechov
- Jacob Kockert (1596–1654), als Subrektor verstorben
- Johann Polz (Pädagoge, 1605) (1605–1675), Subrektor und Bibliothekar 1654–1664, Konrektor 1664–1675
- Martin Lipenius (1630–1692), als Konrektor verstorben, Verfasser der Bibliotheca realis
- Samuel Franck (1633 oder 1634–1679), Kantor 1663–1679
- Johann Jacob Pagendarm (1646–1706), Kantor 1679–1706
- Martin Christian Goeldelius (1665–1738), Konrektor 1695–1738
- Heinrich Sivers (1674–1736), Kantor 1706–1736
- Caspar Ruetz (1708–1755), Kantor 1737–1755
- Johann Hermann Schnobel (1727–1802), Kantor 1756–1801
- Johann Niklas Bandelin (1741–1824), Lehrer 1778–1820
- Johann Georg Gesner (1729–1779), Subrektor und Bibliothekar 1755–1763, Konrektor mit Beybehaltung des Bibliothecariats 1763–1779
- Ludwig Suhl (1753–1819), Subrektor und Bibliothekar 1779–1783
- Friedrich Federau (1755–1840), Subrektor und Bibliothekar 1783–1796, Konrektor 1796, Prorektor 1801
- Johann Hermann von Melle (1750–1815), Bibliothekar
- Christian Gottfried Poser (1771–1852), Collaborator 1801, College der Bürgerschule 1802
- Friedrich Herrmann (1775–1819), Professor und Bibliothekar 1806–1819
- Johann Baptist Hauttmann (1756–1832), Zeichenlehrer 1810–1832
- Friedrich Tiburtius (1784–1836), Lehrer 1816–1836
- Ferdinand Heinrich Grautoff (1789–1832), Professor und Bibliothekar 1819–1832
- Johann Joachim Christian Zerrenner (1797–1856), Collaborator, dann Oberlehrer, 1820–1856
- Ernst Deecke (1805–1862), Professor und Bibliothekar 1829–1862
- Johannes Classen (1805–1891), Altphilologe, 1833–1852
- Christian Scherling (1812–1903), 1836 Collaborator, 1854 Oberlehrer, 1862 Professor, 1884 Ruhestand
- Carl Heinrich Dettmer (1811–1879), 1838–1879
- August Sartori (1827–1908), 1856–1898, Direktor der Gemeinnützigen
- Ludwig Wilhelm Heinrich Mollwo (1832–1922), 1856 und 1858–1860 aushilfsweise, 1862–1904 Oberlehrer, seit 1895 Professor
- Adolf Holm (1830–1900), Althistoriker
- Wilhelm Mantels (1816–1879), Professor und Bibliothekar
- Karl Ploetz (1819–1881), der Große Ploetz, 1848–1852 erster Französischlehrer
- Carl Prien (1818–1896), wurde 1853 zweiter Professor, ging 1884 in Pension
- Otto Bussenius (1848–1924), 1870–1874, danach Schulleiter des Progymnasiums
- Carl Julius Milde (1803–1875), Zeichenlehrer
- Carl Curtius (1841–1922), 1874–1903, dann erster hauptamtlicher Leiter der Stadtbibliothek
- Hermann Baethcke (1848–1941), 1874 Oberlehrer, 1899–1922 Professor
- Colmar Schumann (1844–1912), 1879–1906 Oberlehrer, Germanist
- Max Hoffmann (1844–1910), 1880–1899 Oberlehrer, Historiker
- Wilhelm Schaper (1855–1926), 1880–1898 Oberlehrer, erforschte den Erdmagnetismus an der Ostseeküste, ging als Direktor nach Meiningen
- Heinrich Giske (1853–1915), 1882 Hilfslehrer, 1883 Oberlehrer, 1901–1907 Professor
- Paul Friedrich (1856–1918), 1882–1917, ab 1900 Gymnasialprofessor, Geologe
- Wilhelm Ohnesorge (1855–1943), 1899–1924
- Karl Sondermann (1862–1926), Zeichenlehrer 1904–1926
- Karl Sander (1878–1938), Oberlehrer 1906, 1922 an die OzD versetzt
- Hans Peters (1885–1978), Zeichenlehrer 1926–1933
- Paul Brockhaus (1879–1965), Publizist
- Werner Lemke (1914–1986), Deutsch, Altphilologie und Philosophie, 1947–1978
- Herbert Lehnert (1925–2024), Deutsch, 1952–1957
- Adolf Clasen (1923–2016), Latein und Griechisch, 1955–1988
- Rolf Saltzwedel (1928–2016), Latein und Griechisch, 1956–1976

## Schulleiter
- Hermann Bonnus (1504–1548), 1531

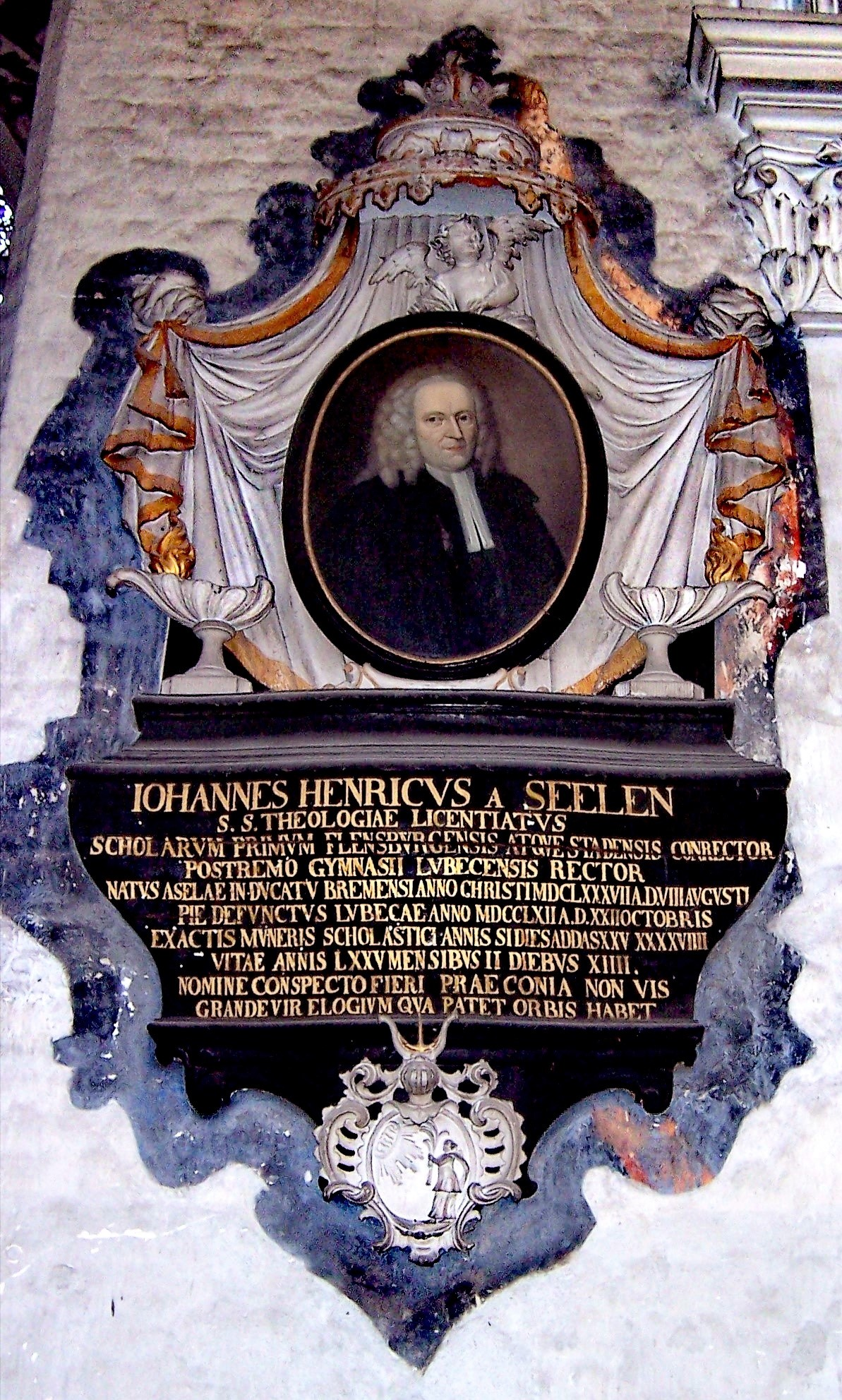
Epitaph des Direktors J.H. von Seelen in der Katharinenkirche

- Wilhelm Rutenius (um 1505–1555), 1531–1543
- Matthias Brassanus († 1552), 1543–1552
- Petrus Vincentius (1519–1581), 1552–1557
- Lorenz Möller († vermutlich 1571), 1557–1562 (?)
- Jacob Hesse, ??–?[15]
- Hiob Magdeburg (1518–1595), 1570–1574
- Joachim Hanf, 1574–1580[16]
- Pancraz Krüger (1546–1614), 1581–1588
- Michael Rackelmann (um 1554–1610), 1589–1593
- Otto Walper (1543–1624), 1593–1613
- Johann Kirchmann (1575–1643), 1613–1643
- Sebastian Meier (1594–1664), 1643–1664
- Heinrich Bangert (1610–1665), 1664–1665
- Hermann Nottelmann (1626–1674), 1666–1674
- Abraham Hinckelmann (1652–1695), 1675–1685
- Enoch Schwante d. J. (1652–1717), 1686–1717
- Johann Henrich von Seelen (1687–1762), 1718–1762
- Johann Daniel Overbeck (1715–1802), 1763–1795
- Friedrich Daniel Behn (1734–1804), 1796–1804
- Christian Julius Wilhelm Mosche (1768–1815), 1806–1815
- Friedrich August Göring (1771–1840), 1816–1831
- Johann Friedrich Jacob (1792–1854), 1831–1854
- Johann Friedrich Breier (1813–1880), 1854–1880
- Johannes Julius Schubring (1839–1914), 1880–1903
- Christian Reuter (1863–1915), 1904–1915
- Georg Rosenthal (1874–1934), 1918–1933
- Robert Wolfanger, 1933–1942[17]
- Hellmut Weishaupt (1895–1958), 1946–1949
- Walter Schönbrunn (1889–1960), 1949–1956
- Julius Braune, 1956–1971
- Hans Bode, 1972–1992
- Bernd Januschke, 1993–2003
- Thomas Schmittinger, 2004–2018
- Stefan Philippi, seit 2019[18]